# 王立彤
王立彤（1968年12月—），男，汉族，安徽巢湖人，中华人民共和国政治人物，现任河北省人民政府副省长、省公安厅厅长。

## 生平
1990年7月毕业于安徽师范大学化学系化学教育专业，1991年5月加入中国共产党，1995年7月于清华大学人文学院思想政治教育专业获法学硕士学位。历任安徽师范大学化学系教师，浙江省温州市纪委宣教室副主任科员，纪检监察二室副主任科员，纪委宣教室副主任、主任。2001年6月，任中共洞头县委常委、县纪委书记。2003年1月，中共永嘉县委副书记、县纪委书记。2006年11月，任永嘉县代县长。2007年2月，任永嘉县县长。2009年8月，任中共温州市鹿城区委副书记、代区长。2010年1月，任温州市鹿城区区长。2011年6月，任中共温州市鹿城区委书记。2012年2月，任中共温州市委常委。
2015年3月调至河北省工作，任中共唐山市委副书记、曹妃甸区委书记，曹妃甸工业区党工委书记兼管委会主任。2017年2月，任中共邯郸市委副书记，市政府党组书记、代市长。2017年4月，任邯郸市市长。2018年2月，当选第十三届全国人民代表大会河北地区代表。2019年5月，任河北省监察委员会副主任。同年6月，辞去邯郸市人民政府市长职务。
2022年6月，当选中国共产党第二十次全国代表大会代表。2022年7月，任中共廊坊市委书记。2023年1月，升任河北省人民政府副省长，并接替董晓宇成为河北省公安厅厅长。